# Kiefern-Täubling
Der Kiefern-Täubling oder Kiefern-Weich-Täubling (Russula cessans) ist ein Pilz aus der Familie der Täublingsverwandten. Er ist etwas größer und derber als der sehr ähnliche Geriefte Weich-Täubling, aber farblich ebenso variabel. Man findet den Täubling in Nadelwäldern, vor allem unter Kiefern.

## Merkmale

### Makroskopische Merkmale
Der ziemlich fleischige Hut ist 3 bis 6, selten bis 8 cm breit und farblich sehr variabel. Gewöhnlich ist er weinrot oder violett, er kann aber auch karminrot oder mehr braun-violett, purpurbraun oder oliv-bronzefarben sein. Auch ausgefranst grünliche Zonen kommen vor. Die Hutmitte ist meist dunkler gefärbt, mehr bräunlich, oft auch mit olivfarbigen Tönen und mit gelblichen Aufhellungen. Der Rand ist stumpf oder eingerollt und im Gegensatz zum Gerieften Weichtäubling nicht oder nur sehr schwach und nur im Alter gerieft. Die zumindest jung glänzende Huthaut ist leicht abziehbar.
Die ganzrandigen, breiten oder bauchigen Lamellen sind anfangs ocker, bei Reife hingegen leuchtend dotter- bis orangegelb gefärbt und weisen keine bräunliche Töne auf. Auch das Sporenpulver ist sattgelb (IV–bc nach Romagnesi).
Der leicht keulige Stiel ist 4 bis 6, selten bis 7 cm lang und 1 bis 2 cm breit. Er ist weiß und graut im Alter und beim Trocknen ein wenig und wird dann oft gräulich ocker.
Das Fleisch ist trüb weißlich und im Geschmack völlig mild. Es schmeckt aber unangenehm und ist langsam adstringierend. Mit Eisensulfat verfärbt sich das Fleisch schwach und schmutzig rosa. Die Guajakreaktion ist positiv (normal oder schwach).

### Mikroskopische Merkmale
Die ellipsoiden Sporen sind 7 bis 11, maximal 12 µm lang und 6 bis 8, selten bis 9 µm breit. Sie sind mit dicht stehenden, mittelgroßen, stumpfen, 0,75 bis 1 µm hohen Warzen besetzt, die meist zu kurzen Graten verschmolzen sind und über ein sehr feines, unvollständiges Netz miteinander verbunden sind. Der Apiculus wird 1,5 bis 1,6 µm lang und 1 bis 1,5 µm breit und der 3 bis 4 µm lange und 2 bis 2,25 µm breite Hilarfleck ist oft fast rechteckig, recht groß und deutlich amyloid.
Die Basidien sind 30 bis 50 µm lang und 10 bis 12 µm breit. Die Zystiden sind 60 bis 80 µm lang und 10, selten bis 12 µm breit und stehen relativ stark hervor, in Sulfovanillin färben sie sich nur schwach an. Die Huthaut hat stumpfe, gewundene Hyphenendzellen, die 3 bis 4, maximal 5 µm breit und manchmal leicht keulig sind. Die 6 bis 10 µm breiten Pileozystiden sind zylindrisch bis keulig, manchmal auch ausgesackt und (0) 1–3 (5)-fach septiert.

## Artabgrenzung
Sehr ähnlich ist der Geriefte Weichtäubling. Er ist etwas kleiner und zerbrechlicher und seine Lamellen verfärben sich bei Reife mehr bräunlich. Auch stehen bei ihm die dornigen Warzen isolierter und weiter entfernt voneinander und sind länger und spitzer.

## Ökologie
Der Kiefern-Täubling ist wie alle Täublinge ein Mykorrhizapilz, der zumindest in Deutschland ausschließlich mit Waldkiefern eine Partnerschaft eingeht.
Der Täubling findet sich in verschiedenen Waldgesellschaften wie in Honiggras-Birken-Stieleichenwäldern mit Waldkiefern, in Salbeigamander-Eichen- und Hagermoos-Waldkiefernwäldern, aber auch in Kiefern- und Robinien-Waldkiefern-Mischforsten, sowie in bodensauren Fichten-Tannen- und in Fichtenwäldern mit eingestreuten Waldkiefern. Er kommt aber auch an Hochmoor- oder Straßenrändern vor.
Der Täubling bevorzugt trockene bis mäßig frische, stark bis schwach saure, humose und gewöhnlich nährstoffarme Böden. Der Täubling erscheint von Ende Juni bis Ende Oktober.

## Verbreitung

Europäische Länder mit Fundnachweisen des Kiefern-Täublings.
Legende:
Länder mit Fundmeldungen
Länder ohne Nachweise
keine Daten
außereuropäische Länder

Der Kiefern-Täubling ist eine europäische Art, die bisher in Spanien, Frankreich, den Niederlanden, auf den Hebriden, in der Schweiz, Ungarn, Norwegen und Schweden nachgewiesen wurde.
In Deutschland ist der Täubling von Niedersachsen bis in die Voralpen selten und sehr locker gestreut. In reinen Kalkgebieten fehlt er meist ganz.

## Systematik
Der Kiefern-Täubling wird von M. Bon in die Untersektion Laricinae gestellt, die der Sektion Tenellae untergeordnet ist. Bei den Vertretern der Untersektion handelt es sich um kleine bis mittelgroße Täublinge, die meist rötliche bis violett gefärbte Hüten und einen milden bis leicht schärflichen Geschmack haben. Der Geruch ist schwach oder fehlt ganz. Die Stiele grauen oft und sind im Alter meist hohl. Sie gehen mit verschiedenen Nadelbäumen eine Symbiose ein.

## Bedeutung
Der Kiefern-Täubling ist essbar, aber wenig schmackhaft. Aufgrund seiner Seltenheit sollte man ihn besser schonen.